# 1994 CF2
1994 CF2 är en asteroid i huvudbältet som upptäcktes 12 februari 1994 av den japanska astronomen Takao Kobayashi vid Ōizumi-observatoriet.
Asteroiden har en diameter på ungefär 11 kilometer och den tillhör asteroidgruppen Themis.